# Csávázás (növényvédelem)
A csávázás a preventív védekezési módok közé tartozó egyik növényvédelmi eljárás; bizonyos fizikai vagy kémiai hatáson alapuló védekezés a szaporítóanyag felületére tapadt, esetleg  annak a belsejében élő kórokozók, avagy a magban illetve a talajban élő állati kártevők ellen. Vannak vegyszeres (csávázószerrel történő) illetve vegyszermentes (biológiai) változatai.

## Vegyszeres csávázás
A vegyszeres csávázás történhet nedves, száraz eljárással, illetve gáznemű eljárással.

### Nedves csávázás
Nedves csávázásnál  a magot  csávázó oldatban áztatják vagy azt permetlé formájában juttatják rá, így a kórokozók már a vetés előtt elpusztulnak.  A magvak belsejében élő kórokozók ellen szisztematikus szerek vagy meleg vizes csávázás alkalmazása szüksége.

### Száraz csávázás
Porcsávázás esetén a kezelt magvak fertőtlenítése a talajban megy végbe.

### Csávázószerek
A csávázószerek tartalmazhatnak magserkentő és csírázást védő anyagokat is. Hatóanyaguk lehet: réztartalmú szerves vegyület, benomil, kaptán, TMTD, továbbá karbofurán típusú.

## Vegyszermentes csávázás
A vegyszermentes, úgynevezett biológiai földművelés esetén bizonyos növények magjait (hüvelyesek, káposztafélék ) kamilla vagy macskagyökér főzetbe áztatják, ezzel érik el a kórokozók pusztulását és a magonc védelmét.